# Dendrobium lamrianum
Dendrobium lamrianum là một loài thực vật có hoa trong họ Lan. Loài này được C.L.Chan mô tả khoa học đầu tiên năm 1994.